# Llista de monuments de la Costera
Llista de monuments de la Costera inscrits en l'Inventari General del Patrimoni Cultural Valencià per la comarca de la Costera.
S'inclouen els monuments declarats com a Béns d'Interés Cultural (BIC), classificats com a béns immobles sota la categoria de monuments (realitzacions arquitectòniques o d'enginyeria, i obres d'escultura colossal), i els monuments declarats com a Béns immobles de rellevància local (BRL). Estan inscrits en l'Inventari General del Patrimoni Cultural Valencià, en les seccions 1a i 2a respectivament.

## L'Alcúdia de Crespins
| Monument                                     | Prot.? | Estil/època   | Localització                               | Coordenades                                        | Codi?         | Imatge |
| -------------------------------------------- | ------ | ------------- | ------------------------------------------ | -------------------------------------------------- | ------------- | --- |
| Ermita del Crist del Calvari                 | BRL    | S.XVIII; S.XX | L'Alcúdia de Crespins C. Ermita            | 38° 58′ 27″ N, 0° 35′ 39″ O / 38.97415°N,0.59409°O | 46.23.020-001 | Ermita del Crist del Calvari (l'Alcúdia de Crespins) · Vegeu més fotos d'aquest monument · Carregueu una nova foto d'aquest monument                 |
| Església parroquial de Sant Onofre Anacoreta | BRL    | S.XVIII       | L'Alcúdia de Crespins C. de l'Església, 25 | 38° 58′ 13″ N, 0° 35′ 24″ O / 38.97041°N,0.59004°O | 46.23.020-002 | Església parroquial de Sant Onofre Anacoreta (l'Alcúdia de Crespins) · Vegeu més fotos d'aquest monument · Carregueu una nova foto d'aquest monument |

## Canals
| Monument                                                           | Prot.? | Estil/època                                                 | Localització                    | Coordenades                                          | Codi?         | Imatge |
| ------------------------------------------------------------------ | ------ | ----------------------------------------------------------- | ------------------------------- | ---------------------------------------------------- | ------------- | --- |
| Torre i muralles dels Borja                                        | BIC    | Arquitectura islàmica - Arquitectura medieval S.XIII; S.XIV | Canals Nucli urbà de la Torreta | 38° 57′ 20″ N, 0° 35′ 24″ O / 38.955515°N,0.589938°O | RI-51-0010524 | Torre i muralles dels Borja (Canals) · Vegeu més fotos d'aquest monument · Carregueu una nova foto d'aquest monument             |
| Ermita de la Santa Creu, o església, oratori de la Torre de Canals | BRL    |                                                             | Canals                          | 38° 57′ 22″ N, 0° 35′ 22″ O / 38.9562°N,0.589453°O   | 46.23.081-002 | Ermita de la Santa Creu (Canals) · Vegeu més fotos d'aquest monument · Carregueu una nova foto d'aquest monument                 |
| Ermita del Crist de la Salut                                       | BRL    |                                                             | Canals                          | 38° 58′ 02″ N, 0° 34′ 50″ O / 38.967177°N,0.580657°O | 46.23.081-014 | Ermita del Crist de la Salut (Canals) · Vegeu més fotos d'aquest monument · Carregueu una nova foto d'aquest monument            |
| Ermita del Crist del Calvari                                       | BRL    |                                                             | Canals                          | 38° 58′ 20″ N, 0° 34′ 49″ O / 38.972358°N,0.580413°O | 46.23.081-013 | Ermita del Crist del Calvari (Canals) · Vegeu més fotos d'aquest monument · Carregueu una nova foto d'aquest monument            |
| Església de l'Encarnació                                           | BRL    |                                                             | Canals                          | 38° 58′ 54″ N, 0° 34′ 36″ O / 38.98153°N,0.57675°O   | 46.23.081-011 | Església de l'Encarnació (Canals) · Vegeu més fotos d'aquest monument · Carregueu una nova foto d'aquest monument                |
| Església parroquial de Sant Antoni Abat                            | BRL    |                                                             | Canals                          | 38° 57′ 35″ N, 0° 35′ 09″ O / 38.959805°N,0.585699°O | 46.23.081-001 | Església parroquial de Sant Antoni Abat (Canals) · Vegeu més fotos d'aquest monument · Carregueu una nova foto d'aquest monument |
| Monestir de Santa Clara, o Convent de Santa Clara                  | BRL    | S. XX (1912)                                                | Canals C. Santa Clara, 12       | 38° 57′ 39″ N, 0° 35′ 00″ O / 38.960814°N,0.583374°O | 46.23.081-010 | Monestir de Santa Clara (Canals) · Vegeu més fotos d'aquest monument · Carregueu una nova foto d'aquest monument                 |

## Cerdà
| Monument                                | Prot.? | Estil/època | Localització | Coordenades                                          | Codi?         | Imatge |
| --------------------------------------- | ------ | ----------- | ------------ | ---------------------------------------------------- | ------------- | --- |
| Església parroquial de Sant Antoni Abat | BRL    |             | Cerdà        | 38° 59′ 09″ N, 0° 34′ 24″ O / 38.985736°N,0.573359°O | 46.23.096-001 | Església parroquial de Sant Antoni Abat (Cerdà) · Vegeu més fotos d'aquest monument · Carregueu una nova foto d'aquest monument |

## La Font de la Figuera
| Monument                           | Prot.?        | Estil/època | Localització          | Coordenades                                          | Codi?         | Imatge |
| ---------------------------------- | ------------- | ----------- | --------------------- | ---------------------------------------------------- | ------------- | --- |
| Església parroquial de Santa Maria | BRL           | Renaixement | La Font de la Figuera | 38° 48′ 27″ N, 0° 52′ 52″ O / 38.807368°N,0.881047°O | 46.23.128-001 | Església parroquial de Santa Maria (la Font de la Figuera) · Vegeu més fotos d'aquest monument · Carregueu una nova foto d'aquest monument |
| Ermita de Sant Sebastià            | BRL           |             | La Font de la Figuera | 38° 48′ 33″ N, 0° 53′ 00″ O / 38.809129°N,0.883246°O | 46.23.128-004 | Ermita de Sant Sebastià (la Font de la Figuera) · Vegeu més fotos d'aquest monument · Carregueu una nova foto d'aquest monument            |
| Calvari i Ermita de Santa Bàrbara  | BRL etnològic |             | La Font de la Figuera | 38° 48′ 47″ N, 0° 53′ 21″ O / 38.81292°N,0.88928°O   | 46.23.128-005 | Calvari i Ermita de Santa Bàrbara (la Font de la Figuera) · Vegeu més fotos d'aquest monument · Carregueu una nova foto d'aquest monument  |

## El Genovés
| Monument                                                      | Prot.? | Estil/època | Localització                | Coordenades                                        | Codi?         | Imatge |
| ------------------------------------------------------------- | ------ | ----------- | --------------------------- | -------------------------------------------------- | ------------- | --- |
| Escut en l'antiga Casa Palau                                  | BIC    |             | El Genovés C. Major d'Alboi |                                                    | 46.23.132-010 | Escut en l'antiga Casa Palau (el Genovés) · Carregueu una nova foto d'aquest monument                                                      |
| Antiga església de la Mare de Déu dels Dolors                 | BRL    |             | El Genovés                  | 38° 59′ 20″ N, 0° 28′ 13″ O / 38.98889°N,0.47014°O | 46.23.132-005 | Antiga església de la Mare de Déu dels Dolors (el Genovés) · Vegeu més fotos d'aquest monument · Carregueu una nova foto d'aquest monument |
| Ermita de Sant Joan Baptista Xiquet del Genovés               | BRL    |             | El Genovés Alboi            | 38° 58′ 28″ N, 0° 29′ 10″ O / 38.97431°N,0.48618°O | 46.23.132-003 | Ermita de Sant Joan Baptista Xiquet (el Genovés) · Vegeu més fotos d'aquest monument · Carregueu una nova foto d'aquest monument           |
| Ermita del Crist del calvari del Genovés                      | BRL    |             | El Genovés                  | 38° 59′ 14″ N, 0° 28′ 17″ O / 38.98722°N,0.47139°O | 46.23.132-004 | Ermita del Crist del calvari (el Genovés) · Vegeu més fotos d'aquest monument · Carregueu una nova foto d'aquest monument                  |
| Font de Sant Pasqual                                          | BRL    |             | El Genovés                  | 38° 59′ 14″ N, 0° 28′ 21″ O / 38.98717°N,0.47258°O | 46.23.132-002 | Font de Sant Pasqual (el Genovés) · Vegeu més fotos d'aquest monument · Carregueu una nova foto d'aquest monument                          |
| Església parroquial de la Mare de Déu dels Dolors del Genovés | BRL    |             | El Genovés                  | 38° 59′ 18″ N, 0° 28′ 15″ O / 38.98833°N,0.47083°O | 46.23.132-001 | Església de la Mare de Déu dels Dolors (el Genovés) · Vegeu més fotos d'aquest monument · Carregueu una nova foto d'aquest monument        |

## La Granja de la Costera
| Monument                                     | Prot.? | Estil/època | Localització            | Coordenades                                          | Codi?         | Imatge |
| -------------------------------------------- | ------ | ----------- | ----------------------- | ---------------------------------------------------- | ------------- | --- |
| Església parroquial de Sant Francesc d'Assís | BRL    |             | La Granja de la Costera | 38° 59′ 46″ N, 0° 33′ 27″ O / 38.996053°N,0.557466°O | 46.23.137-002 | Església parroquial de Sant Francesc d'Assís (la Granja de la Costera) · Vegeu més fotos d'aquest monument · Carregueu una nova foto d'aquest monument |

## Llanera de Ranes
| Monument                                  | Prot.?        | Estil/època | Localització     | Coordenades                                          | Codi?         | Imatge |
| ----------------------------------------- | ------------- | ----------- | ---------------- | ---------------------------------------------------- | ------------- | --- |
| Església parroquial de Sant Joan Baptista | BRL           |             | Llanera de Ranes | 38° 59′ 36″ N, 0° 34′ 18″ O / 38.993420°N,0.571698°O | 46.23.154-001 | Església parroquial de Sant Joan Baptista (Llanera de Ranes) · Vegeu més fotos d'aquest monument · Carregueu una nova foto d'aquest monument |
| Calvari                                   | BRL etnològic |             | Llanera de Ranes | 38° 59′ 35″ N, 0° 34′ 29″ O / 38.99319°N,0.57464°O   | 46.23.154-002 | Carregueu una nova foto d'aquest monument |

## Llocnou d'en Fenollet
| Monument                                                         | Prot.?        | Estil/època | Localització                                      | Coordenades                                         | Codi?         | Imatge |
| ---------------------------------------------------------------- | ------------- | ----------- | ------------------------------------------------- | --------------------------------------------------- | ------------- | --- |
| Església parroquial de Sant Dídac d'Alcalà                       | BRL           |             | Llocnou d'en Fenollet Pl. de l'Església, 8        | 39° 00′ 50″ N, 0° 28′ 00″ O / 39.0140°N,0.46677°O   | 46.23.151-001 | Església parroquial de Sant Dídac d'Alcalà (Llocnou d'en Fenollet) · Vegeu més fotos d'aquest monument · Carregueu una nova foto d'aquest monument                       |
| Retaule Ceràmic de Sant Antoni de Pàdua                          | BRL etnològic |             | Llocnou d'en Fenollet C/ Sant Antoni, 5           | 39° 00′ 49″ N, 0° 27′ 58″ O / 39.01355°N,0.46599°O  | 46.23.151-E1  | Retaule Ceràmic de Sant Antoni de Pàdua (Llocnou d'en Fenollet) · Vegeu més fotos d'aquest monument · Carregueu una nova foto d'aquest monument                          |
| Retaule Ceràmic de la Mare de Déu dels Dolors i Crist Crucificat | BRL etnològic |             | Llocnou d'en Fenollet C/ Castellón de la Plana, 2 | 39° 00′ 47″ N, 0° 27′ 59″ O / 39.013131°N,0.46625°O | 46.23.151-E2  | Retaule Ceràmic de la Mare de Déu dels Dolors i Crist Crucificat (Llocnou d'en Fenollet) · Vegeu més fotos d'aquest monument · Carregueu una nova foto d'aquest monument |

## La Llosa de Ranes
| Monument                                   | Prot.?        | Estil/època | Localització      | Coordenades                                          | Codi?         | Imatge |
| ------------------------------------------ | ------------- | ----------- | ----------------- | ---------------------------------------------------- | ------------- | --- |
| Església de la Nativitat de Nostra Senyora | BRL           |             | La Llosa de Ranes | 39° 01′ 08″ N, 0° 32′ 01″ O / 39.018786°N,0.533669°O | 46.23.157-001 | Església de la Nativitat de Nostra Senyora (la Llosa de Ranes) · Vegeu més fotos d'aquest monument · Carregueu una nova foto d'aquest monument |
| Calvari                                    | BRL etnològic |             | La Llosa de Ranes | 39° 01′ 11″ N, 0° 32′ 08″ O / 39.01972°N,0.53542°O   | 46.23.157-004 | Calvari (la Llosa de Ranes) · Vegeu més fotos d'aquest monument · Carregueu una nova foto d'aquest monument                                    |

## Moixent
| Monument                                                  | Prot.? | Estil/època                  | Localització                                      | Coordenades                                          | Codi?         | Imatge |
| --------------------------------------------------------- | ------ | ---------------------------- | ------------------------------------------------- | ---------------------------------------------------- | ------------- | --- |
| Castell                                                   | BIC    | Arquitectura medieval S.XIII | Moixent Turó de la població                       | 38° 52′ 22″ N, 0° 44′ 59″ O / 38.872778°N,0.749722°O | RI-51-0009202 | Castell (Moixent) · Vegeu més fotos d'aquest monument · Carregueu una nova foto d'aquest monument                                |
| Presa del Bosquet                                         | BIC    | S.XVIII                      | Moixent Ctra. Moixent a Ontinyent-l'Olleria, km 3 | 38° 51′ 26″ N, 0° 44′ 29″ O / 38.857323°N,0.741406°O | RI-51-0010164 | Presa del Bosquet (Moixent) · Vegeu més fotos d'aquest monument · Carregueu una nova foto d'aquest monument                      |
| Ermita de la Concepció de les Alcusses                    | BRL    |                              | Moixent                                           |                                                      | 46.23.170-001 | Ermita de la Concepció de les Alcusses (Moixent) · Vegeu més fotos d'aquest monument · Carregueu una nova foto d'aquest monument |
| Ermita del Crist del Calvari, o Ermita de Santa Anna      | BRL    |                              | Moixent                                           | 38° 52′ 20″ N, 0° 45′ 13″ O / 38.87211°N,0.75350°O   | 46.23.170-002 | Carregueu una nova foto d'aquest monument                                                                                        |
| Església parroquial de Sant Pere                          | BRL    |                              | Moixent                                           | 38° 52′ 24″ N, 0° 45′ 06″ O / 38.873390°N,0.751573°O | 46.23.170-003 | Església parroquial de Sant Pere (Moixent) · Vegeu més fotos d'aquest monument · Carregueu una nova foto d'aquest monument       |
| Restes del convent de Sant Antoni, convent de Franciscans | BRL    | S.XVI (1585) fundació        | Moixent C. Santes Relíquies                       | 38° 52′ 27″ N, 0° 45′ 16″ O / 38.8742°N,0.754493°O   | 46.23.170-016 | Carregueu una nova foto d'aquest monument                                                                                        |

## Montesa
| Monument                                             | Prot.?        | Estil/època           | Localització                   | Coordenades                                          | Codi?         | Imatge |
| ---------------------------------------------------- | ------------- | --------------------- | ------------------------------ | ---------------------------------------------------- | ------------- | --- |
| Ruïnes del Castell de Montesa                        | BIC           | Arquitectura medieval | Montesa Turó junt al municipi  | 38° 57′ 03″ N, 0° 39′ 15″ O / 38.950697°N,0.65405°O  | RI-51-0000318 | Castell, ruïnes (Montesa) · Vegeu més fotos d'aquest monument · Carregueu una nova foto d'aquest monument                                      |
| Escut dels Madramany                                 | BIC           |                       | Montesa C. del Mig, 11         | 38° 56′ 59″ N, 0° 39′ 10″ O / 38.949683°N,0.652744°O | 46.23.174-010 | Escut dels Madramany (Montesa) · Vegeu més fotos d'aquest monument · Carregueu una nova foto d'aquest monument                                 |
| Església parroquial de la Mare de Déu de l'Assumpció | BRL           | S.XVII; S.XVIII       | Montesa Pl. Major o de la Vila | 38° 57′ 00″ N, 0° 39′ 12″ O / 38.950039°N,0.653367°O | 46.23.174-001 | Església parroquial de la Mare de Déu de l'Assumpció (Montesa) · Vegeu més fotos d'aquest monument · Carregueu una nova foto d'aquest monument |
| Ermita de la Santa Creu                              | BRL           |                       | Montesa                        | 38° 56′ 58″ N, 0° 39′ 39″ O / 38.9494°N,0.6608°O     | 46.23.174-004 | Carregueu una nova foto d'aquest monument |
| Convent de monges de Sant Vicent de Paül             | BRL           | Renaixement S.XIX     | Montesa C. Santa Bàrbara, 8    | 38° 56′ 59″ N, 0° 39′ 14″ O / 38.949705°N,0.653851°O | 46.23.174-005 | Convent de monges Sant Vicent de Paül (Montesa) · Vegeu més fotos d'aquest monument · Carregueu una nova foto d'aquest monument                |
| Calvari i Ermita del Crist de l'Agonia               | BRL etnològic |                       | Montesa                        | 38° 56′ 58″ N, 0° 39′ 39″ O / 38.94944°N,0.66083°O   | 46.23.174-007 | Carregueu una nova foto d'aquest monument |
| Ajuntament, Casa Consistorial                        | BRL           |                       | Montesa                        | 38° 57′ 01″ N, 0° 39′ 10″ O / 38.95019°N,0.65286°O   | 46.23.174-009 | Ajuntament (Montesa) · Vegeu més fotos d'aquest monument · Carregueu una nova foto d'aquest monument                                           |

## Novetlè
| Monument                                        | Prot.? | Estil/època | Localització | Coordenades                                        | Codi?         | Imatge |
| ----------------------------------------------- | ------ | ----------- | ------------ | -------------------------------------------------- | ------------- | --- |
| Església parroquial de la Mare de Déu del Roser | BRL    |             | Novetlè      | 38° 58′ 49″ N, 0° 32′ 50″ O / 38.98028°N,0.54714°O | 46.23.180-001 | Església parroquial de la Mare de Déu del Roser (Novetlè) · Vegeu més fotos d'aquest monument · Carregueu una nova foto d'aquest monument |

## Rotglà i Corberà
| Monument                             | Prot.? | Estil/època | Localització     | Coordenades                                          | Codi?         | Imatge |
| ------------------------------------ | ------ | ----------- | ---------------- | ---------------------------------------------------- | ------------- | --- |
| Ermita del Sant Crist de Torrent     | BRL    |             | Rotglà i Corberà | 39° 00′ 10″ N, 0° 34′ 23″ O / 39.00267°N,0.57294°O   | 46.23.217-002 | Carregueu una nova foto d'aquest monument                                                                                               |
| Ermita de la Verge dels Socors       | BRL    |             | Rotglà i Corberà | 39° 00′ 13″ N, 0° 33′ 53″ O / 39.003635°N,0.564814°O | 46.23.217-003 | Ermita de la Verge dels Socors (Rotglà i Corberà) · Vegeu més fotos d'aquest monument · Carregueu una nova foto d'aquest monument       |
| Església parroquial dels Sants Joans | BRL    |             | Rotglà i Corberà | 39° 00′ 20″ N, 0° 33′ 49″ O / 39.005492°N,0.563499°O | 46.23.217-001 | Església parroquial dels Sants Joans (Rotglà i Corberà) · Vegeu més fotos d'aquest monument · Carregueu una nova foto d'aquest monument |

## Torrella
| Monument                                          | Prot.? | Estil/època | Localització | Coordenades                                          | Codi?         | Imatge |
| ------------------------------------------------- | ------ | ----------- | ------------ | ---------------------------------------------------- | ------------- | --- |
| Església parroquial de la Mare de Déu dels Àngels | BRL    |             | Torrella     | 38° 59′ 20″ N, 0° 34′ 16″ O / 38.988819°N,0.571025°O | 46.23.243-001 | Església parroquial de la Mare de Déu dels Àngels (Torrella) · Vegeu més fotos d'aquest monument · Carregueu una nova foto d'aquest monument |

## Vallada
| Monument                                      | Prot.? | Estil/època           | Localització             | Coordenades                                          | Codi?         | Imatge |
| --------------------------------------------- | ------ | --------------------- | ------------------------ | ---------------------------------------------------- | ------------- | --- |
| Castell                                       | BIC    | Arquitectura medieval | Vallada Paratge La Penya | 38° 53′ 16″ N, 0° 41′ 26″ O / 38.887885°N,0.690527°O | RI-51-0010681 | Castell (Vallada) · Vegeu més fotos d'aquest monument · Carregueu una nova foto d'aquest monument                              |
| Ermita de Sant Sebastià                       | BRL    |                       | Vallada                  | 38° 53′ 20″ N, 0° 41′ 01″ O / 38.88883°N,0.68361°O   | 46.23.251-001 | Carregueu una nova foto d'aquest monument                                                                                      |
| Ermita del Diví Jutge                         | BRL    |                       | Vallada                  | 38° 53′ 37″ N, 0° 41′ 26″ O / 38.89348°N,0.69060°O   | 46.23.251-006 | Carregueu una nova foto d'aquest monument                                                                                      |
| Ermita del Crist                              | BRL    |                       | Vallada                  | 38° 53′ 19″ N, 0° 41′ 03″ O / 38.88853°N,0.68403°O   | 46.23.251-012 | Carregueu una nova foto d'aquest monument                                                                                      |
| Església parroquial de Sant Bartomeu          | BRL    |                       | Vallada                  | 38° 53′ 41″ N, 0° 41′ 32″ O / 38.89486°N,0.69222°O   | 46.23.251-002 | Església parroquial de Sant Bartomeu (Vallada) · Vegeu més fotos d'aquest monument · Carregueu una nova foto d'aquest monument |
| Oratori de la Santa Creu, o Ermita de la Creu | BRL    |                       | Vallada                  | 38° 53′ 36″ N, 0° 41′ 29″ O / 38.89328°N,0.69149°O   | 46.23.251-009 | Carregueu una nova foto d'aquest monument                                                                                      |

## Vallés
| Monument                                                    | Prot.? | Estil/època | Localització | Coordenades                                        | Codi?         | Imatge |
| ----------------------------------------------------------- | ------ | ----------- | ------------ | -------------------------------------------------- | ------------- | --- |
| Església parroquial de Sant Joan Baptista                   | BRL    |             | Vallés       | 38° 59′ 08″ N, 0° 33′ 23″ O / 38.98567°N,0.55647°O | 46.23.253-001 | Església parroquial de Sant Joan Baptista (Vallés) · Vegeu més fotos d'aquest monument · Carregueu una nova foto d'aquest monument |
| Palau dels Sanz de Vallés, o Palau del Marqués de Mascarell | BRL    |             | Vallés       | 38° 59′ 09″ N, 0° 33′ 21″ O / 38.98586°N,0.55592°O | 46.23.253-002 | Palau dels Sanz de Vallés (Vallés) · Vegeu més fotos d'aquest monument · Carregueu una nova foto d'aquest monument                 |

## Xàtiva
| Monument                                                                      | Prot.?        | Estil/època                                                | Localització                                       | Coordenades                                          | Codi?          | Imatge |
| ----------------------------------------------------------------------------- | ------------- | ---------------------------------------------------------- | -------------------------------------------------- | ---------------------------------------------------- | -------------- | --- |
| Castell de Xàtiva                                                             | BIC           | Arquitectura clàssica - Arquitectura medieval              | Xàtiva A la part alta de la ciutat                 | 38° 58′ 59″ N, 0° 31′ 07″ O / 38.982936°N,0.518706°O | RI-51-0000977  | Castell de Xàtiva · Vegeu més fotos d'aquest monument · Carregueu una nova foto d'aquest monument                                              |
| Ermita de Sant Feliu                                                          | BIC           | Romànic - Gòtic S.XIII                                     | Xàtiva A la falda del castell recaient al municipi | 38° 59′ 06″ N, 0° 31′ 08″ O / 38.984942°N,0.518994°O | RI-51-0000354  | Ermita de Sant Feliu (Xàtiva) · Vegeu més fotos d'aquest monument · Carregueu una nova foto d'aquest monument                                  |
| Ermita de Santa Anna                                                          | BIC           | Gòtic S.XVI                                                | Xàtiva Puig de Santa Anna                          | 39° 01′ 52″ N, 0° 31′ 54″ O / 39.031232°N,0.531633°O | RI-51-0004461  | Ermita de Santa Anna (Xàtiva) · Vegeu més fotos d'aquest monument · Carregueu una nova foto d'aquest monument                                  |
| Església Col·legiata de l'Assumpció de Nostra Senyora                         | BIC           | Finals S.XVI - S.XVII - S.XVIII                            | Xàtiva Pl. Calixt III, 6                           | 38° 59′ 17″ N, 0° 31′ 06″ O / 38.988069°N,0.518244°O | RI-51-0000976  | Església Col·legiata de l'Assumpció de Nostra Senyora (Xàtiva) · Vegeu més fotos d'aquest monument · Carregueu una nova foto d'aquest monument |
| Església de Sant Francesc                                                     | BIC           | Gòtic                                                      | Xàtiva C. Montcada, 1                              | 38° 59′ 21″ N, 0° 31′ 19″ O / 38.989275°N,0.521846°O | RI-51-0004493  | Església de Sant Francesc (Xàtiva) · Vegeu més fotos d'aquest monument · Carregueu una nova foto d'aquest monument                             |
| Església parroquial de Sant Pere Apòstol                                      | BIC           | Gòtic - Barroc S.XIV, S.XV, S.XVII, S.XVIII                | Xàtiva Pl. Sant Pere                               | 38° 59′ 19″ N, 0° 30′ 51″ O / 38.988588°N,0.514231°O | RI-51-0004839  | Església parroquial de Sant Pere Apòstol (Xàtiva) · Vegeu més fotos d'aquest monument · Carregueu una nova foto d'aquest monument              |
| Antic Convent de Sant Domènec                                                 | BIC           | Arquitectura medieval S.XIII, S.XIV, S.XV. S.XVI, S.XVIIII | Xàtiva C. Sant Domènec, 9                          | 38° 59′ 14″ N, 0° 31′ 12″ O / 38.987282°N,0.51992°O  | RI-51-0004597  | Ex-Convent de Sant Domènec (Xàtiva) · Vegeu més fotos d'aquest monument · Carregueu una nova foto d'aquest monument                            |
| Hospital Municipal                                                            | BIC           | Gòtic - Renaixement S.XV, S.XVI, S.XVIII                   | Xàtiva Pl. Calixt III, 11                          | 38° 59′ 16″ N, 0° 31′ 09″ O / 38.987756°N,0.51922°O  | RI-51-0004504  | Hospital Municipal (Xàtiva) · Vegeu més fotos d'aquest monument · Carregueu una nova foto d'aquest monument                                    |
| Jaciment de la Cova Negra                                                     | BIC           |                                                            | Xàtiva                                             | 38° 58′ 01″ N, 0° 28′ 31″ O / 38.966883°N,0.475158°O | RI-51-0004915  | Jaciment Cova Negra (Xàtiva) · Vegeu més fotos d'aquest monument · Carregueu una nova foto d'aquest monument                                   |
| Palau d'Alarcó                                                                | BIC           | S.XVIII                                                    | Xàtiva Pl. Trinitat                                | 38° 59′ 22″ N, 0° 31′ 06″ O / 38.989366°N,0.518198°O | RI-51-0004465  | Palau d'Alarcó (Xàtiva) · Vegeu més fotos d'aquest monument · Carregueu una nova foto d'aquest monument                                        |
| Reial Monestir de l'Assumpció o de Santa Clara                                | BIC           | Gòtic - Barroc S. XIV, S.XVI, S.XVII, S.XVIII              | Xàtiva C. Montcada, 23                             | 38° 59′ 21″ N, 0° 31′ 14″ O / 38.9892°N,0.520561°O   | RI-51-0010959  | Reial Monestir de l'Assumpció o de Santa Clara (Xàtiva) · Vegeu més fotos d'aquest monument · Carregueu una nova foto d'aquest monument        |
| Nucli històric de Xàtiva                                                      | BIC           |                                                            | Xàtiva                                             | 38° 59′ 16″ N, 0° 31′ 09″ O / 38.987808°N,0.519042°O | RI-53-0000258  | Nucli històric de Xàtiva · Vegeu més fotos d'aquest monument · Carregueu una nova foto d'aquest monument                                       |
| Llenç de muralla i barbacana                                                  | BIC           | Arquitectura medieval                                      | Xàtiva Av. Selgas                                  |                                                      | 46.23.145-173  | Llenç de muralla i barbacana (Xàtiva) · Modifica el valor a Wikidata · Carregueu una nova foto d'aquest monument                               |
| Escut dels Cebrián Júdici de Acharte                                          | BIC           | XVII                                                       | Xàtiva C. Corretgeria, 9                           |                                                      | 46.145.145-296 | Carregueu una nova foto d'aquest monument |
| Escut dels Cerdà Bellvís                                                      | BIC           |                                                            | Xàtiva C. Roca, 15                                 |                                                      | 46.145.145-297 | Carregueu una nova foto d'aquest monument |
| Escut dels Diego del carrer Moncada                                           | BIC           |                                                            | Xàtiva C. Moncada, 10                              |                                                      | 46.145.145-298 | Carregueu una nova foto d'aquest monument |
| Escut dels Diego del carrer Botigues                                          | BIC           |                                                            | Xàtiva C. Botigues, 19-21                          |                                                      | 46.145.145-299 | Carregueu una nova foto d'aquest monument |
| Escut dels Sanz Próxita                                                       | BIC           |                                                            | Xàtiva C. Moncada, 22                              |                                                      | 46.145.145-300 | Carregueu una nova foto d'aquest monument |
| Escut dels Sant Ramon Ferriol                                                 | BIC           |                                                            | Xàtiva C. Moncada, 14                              |                                                      | 46.145.145-301 | Carregueu una nova foto d'aquest monument |
| Església parroquial de la Mercé i Santa Tecla, antic Convent de la Mercé      | BRL           | Barroc S.XIII; S.XVIII                                     | Xàtiva C. Isleta San Miguel, 2                     | 38° 59′ 17″ N, 0° 31′ 30″ O / 38.988071°N,0.525001°O | 46.23.145-001  | Església parroquial de la Mercé i Santa Tecla (Xàtiva) · Vegeu més fotos d'aquest monument · Carregueu una nova foto d'aquest monument         |
| Monestir de la Consolació, o Convent de la Consolació                         | BRL           |                                                            | Xàtiva C. Portal de València, 27                   | 38° 59′ 23″ N, 0° 30′ 56″ O / 38.989808°N,0.515580°O | 46.23.145-002  | Monestir de la Consolació (Xàtiva) · Vegeu més fotos d'aquest monument · Carregueu una nova foto d'aquest monument                             |
| Ermita de Sant Josep i Santa Bàrbara                                          | BRL           |                                                            | Xàtiva                                             | 38° 59′ 09″ N, 0° 31′ 04″ O / 38.985775°N,0.517692°O | 46.23.145-003  | Ermita de Sant Josep i Santa Bàrbara (Xàtiva) · Vegeu més fotos d'aquest monument · Carregueu una nova foto d'aquest monument                  |
| Asil de les Germanetes dels Pobres, antic convent de caputxins de Sant Antoni | BRL           | S.S.XVII; S.XX                                             | Xàtiva C. Caputxins, 59                            | 38° 59′ 07″ N, 0° 31′ 34″ O / 38.985384°N,0.526094°O | 46.23.145-004  | Carregueu una nova foto d'aquest monument |
| Església parroquial dels Sants Joans                                          | BRL           |                                                            | Xàtiva C. Font de Sant Joan, 8                     | 38° 59′ 08″ N, 0° 31′ 45″ O / 38.985577°N,0.529262°O | 46.23.145-005  | Carregueu una nova foto d'aquest monument |
| Església parroquial de la Mare de Déu dels Àngels                             | BRL           |                                                            | Xàtiva                                             |                                                      | 46.23.145-009  | Carregueu una nova foto d'aquest monument |
| Església i convent de Sant Agustí, actual Conservatori Lluis Milà             | BRL           | S.XVII; S. XVIII                                           | Xàtiva C. Sant Agustí, 7-11                        | 38° 59′ 11″ N, 0° 31′ 17″ O / 38.986489°N,0.521433°O | 46.23.145-044  | Església i convent de Sant Agustí (Xàtiva) · Vegeu més fotos d'aquest monument · Carregueu una nova foto d'aquest monument                     |
| Convent de Sant Onofre el Nou, església de la Beneficència                    | BRL           | S.XVIII (1726)                                             | Xàtiva Pl. de Sant Pere, 10                        | 38° 59′ 19″ N, 0° 30′ 49″ O / 38.988586°N,0.513620°O | 46.23.145-045  | Convent de Sant Onofre el Nou (Xàtiva) · Vegeu més fotos d'aquest monument · Carregueu una nova foto d'aquest monument                         |
| Ermita de Sant Antoni                                                         | BRL           |                                                            | Xàtiva                                             |                                                      | 46.23.145-046  | Carregueu una nova foto d'aquest monument |
| Ermita i Calvari Alt                                                          | BRL           |                                                            | Xàtiva                                             | 38° 59′ 16″ N, 0° 30′ 40″ O / 38.987766°N,0.511084°O | 46.23.145-047  | Ermita i Calvari Alt (Xàtiva) · Vegeu més fotos d'aquest monument · Carregueu una nova foto d'aquest monument                                  |
| Ermita del Puig                                                               | BRL           |                                                            | Xàtiva                                             | 39° 00′ 23″ N, 0° 29′ 29″ O / 39.00649°N,0.49139°O   | 46.23.145-048  | Carregueu una nova foto d'aquest monument |
| Torre i restes de l'església de Santa Tecla                                   | BRL           |                                                            | Xàtiva Pl. de Santa Tecla, 5                       | 38° 59′ 15″ N, 0° 31′ 22″ O / 38.987421°N,0.522865°O | 46.23.145-049  | Torre i restes de l'església de Santa Tecla (Xàtiva) · Vegeu més fotos d'aquest monument · Carregueu una nova foto d'aquest monument           |
| Església parroquial de la Mare de Déu del Roser                               | BRL           |                                                            | Xàtiva Torre d'en Lloris                           | 39° 01′ 50″ N, 0° 29′ 23″ O / 39.03050°N,0.48961°O   | 46.23.145-050  | Església parroquial de la Mare de Déu del Roser (Xàtiva) · Vegeu més fotos d'aquest monument · Carregueu una nova foto d'aquest monument       |
| Antic monestir de Montsant                                                    | BRL           |                                                            | Xàtiva                                             | 38° 59′ 07″ N, 0° 30′ 58″ O / 38.98517°N,0.51625°O   | 46.23.145-113  | Carregueu una nova foto d'aquest monument |
| Aljub de Montsant                                                             | BRL etnològic |                                                            | Xàtiva                                             |                                                      | 46.23.145-114  | Carregueu una nova foto d'aquest monument |
| Convent de Sant Onofre el Vell                                                | BRL           |                                                            | Xàtiva C. Sant Pasqual                             | 38° 59′ 12″ N, 0° 30′ 45″ O / 38.986615°N,0.512406°O | 46.23.145-149  | Carregueu una nova foto d'aquest monument |
| Església parroquial de la Mare de Déu del Carme                               | BRL           | S.XX (1967)                                                | Xàtiva Barri del Carme                             | 38° 59′ 30″ N, 0° 31′ 06″ O / 38.991641°N,0.518233°O | 46.23.145-161  | Carregueu una nova foto d'aquest monument |

El canal de Bellús a Xàtiva, Aqüeducte de Bellús o Arcadetes d'Alboi és als municipis de Bellús, el Genovés i Xàtiva, entre les comarques de la Vall d'Albaida i la Costera. Vegeu també la llista de monuments de la Vall d'Albaida.